# بووير فو
بووير فو ( PowerVu) : هو نظام وصول مرتبط بالتلفزيون الرقمي تم تطويره بواسطة  (  Scientific Atlanta  )  يتم استخدامه للبث الاحترافي من قبل (GMA Network , ABC-CBN , AFRTS , Discovery Channel , Bloomberg Television , Retevisión , American Forces Network و يتم استخدامه من قبل الشركات المصنعة للكابلات لمنع المشاهدة من قبل المشاهدين غير لمصرح لهم والمشتركين الذين لا يستخدمون الكابل.
يحتوي بووير فو على أجهزة فك التشفيير ليقوم بفك تفشير الإشارات من أقمار صناعية معينة لخدمات توزيع الكابلات. يمكن استخدام أجهزة فك التشفيير كمستقبلات الاقمار الصناعية FTA  (المجانية إلى الهواء) إذ تم تكوينها بالشكل المطلوب.